# .gq
A .gq Egyenlítői-Guinea internetes legfelső szintű tartomány kódja, melyet 1997-ben hoztak létre.

## Külső lapok
- IANA .gq kikicsoda Archiválva 2006. április 27-i dátummal a Wayback Machine-ben